# 環形球儀

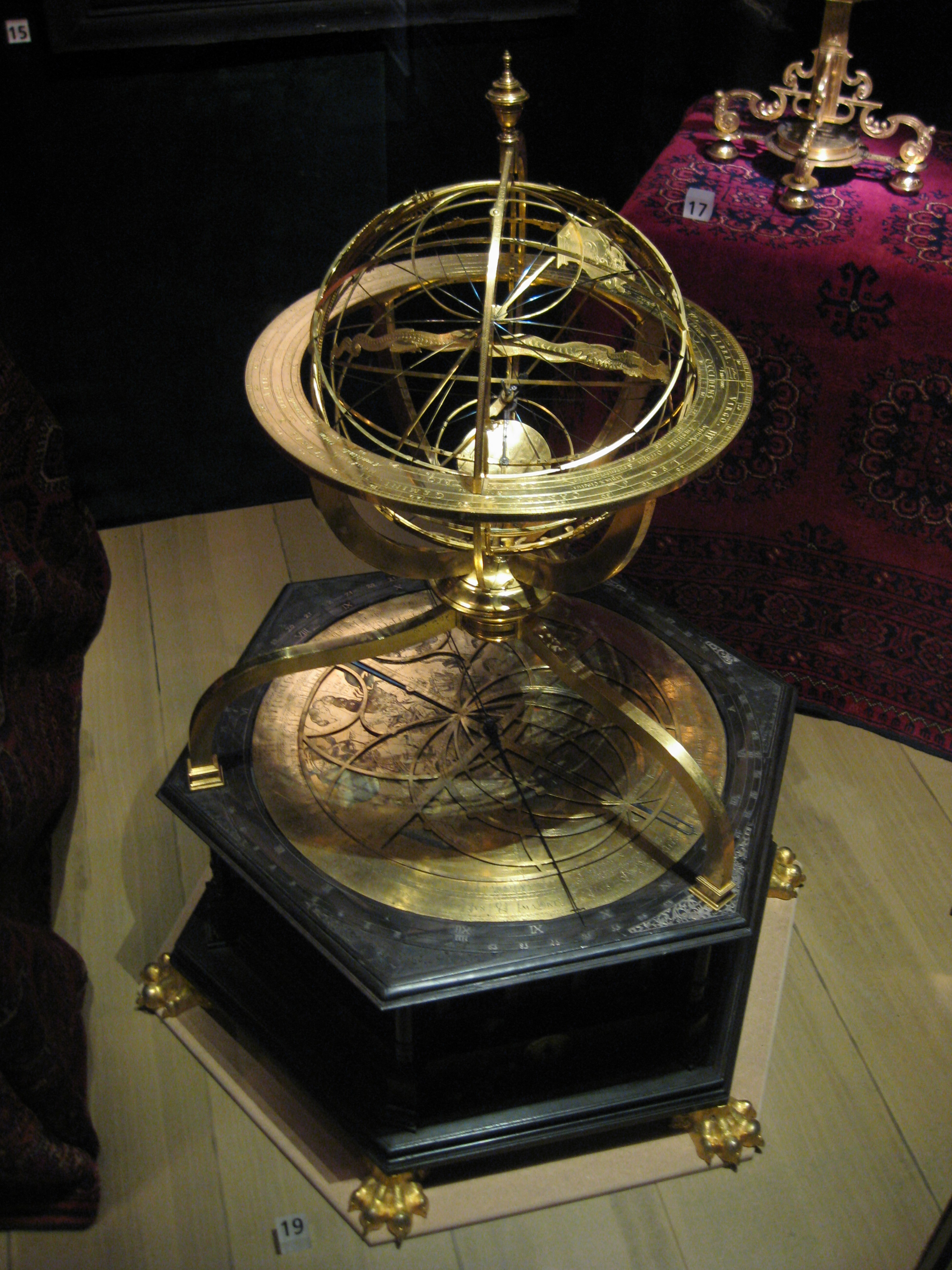
約斯特·比爾吉和安東·艾森霍伊特：帶有天文鐘的渾儀，於1585年在卡塞爾製造，現收藏於斯德哥爾摩的北歐博物館。

渾天儀（armillary sphere）為以球形刻度圓環框架組成之天球模型，中心通常為代表地球（托勒密式）或太陽（哥白尼式）的金屬球，圓形骨架則標示天球坐標系統與赤道、黃道、子午圈等天球特徵。
星盤與渾天儀結合之變體稱為球面星盤（spherical astrolabe），天球儀則是繪製星座圖形的光滑球體天文儀器，與渾天儀並不相同。
約西元前4世紀的東周與西元前3世紀的古希臘分別發明了渾天儀，後續則多於伊斯蘭世界與中世紀歐洲使用。
因與大航海時代的葡萄在海上探險有關，葡萄牙國旗與葡萄牙国徽、曼埃努爾一世的徽章、巴西帝國的旗幟，甚至是中國出口至葡萄牙宮廷的陶瓷器上，皆有象徵渾天儀的圓環框架球體或其相關特色。
中國北京首都國際機場3號航站樓以大型渾儀金屬雕塑為特色。

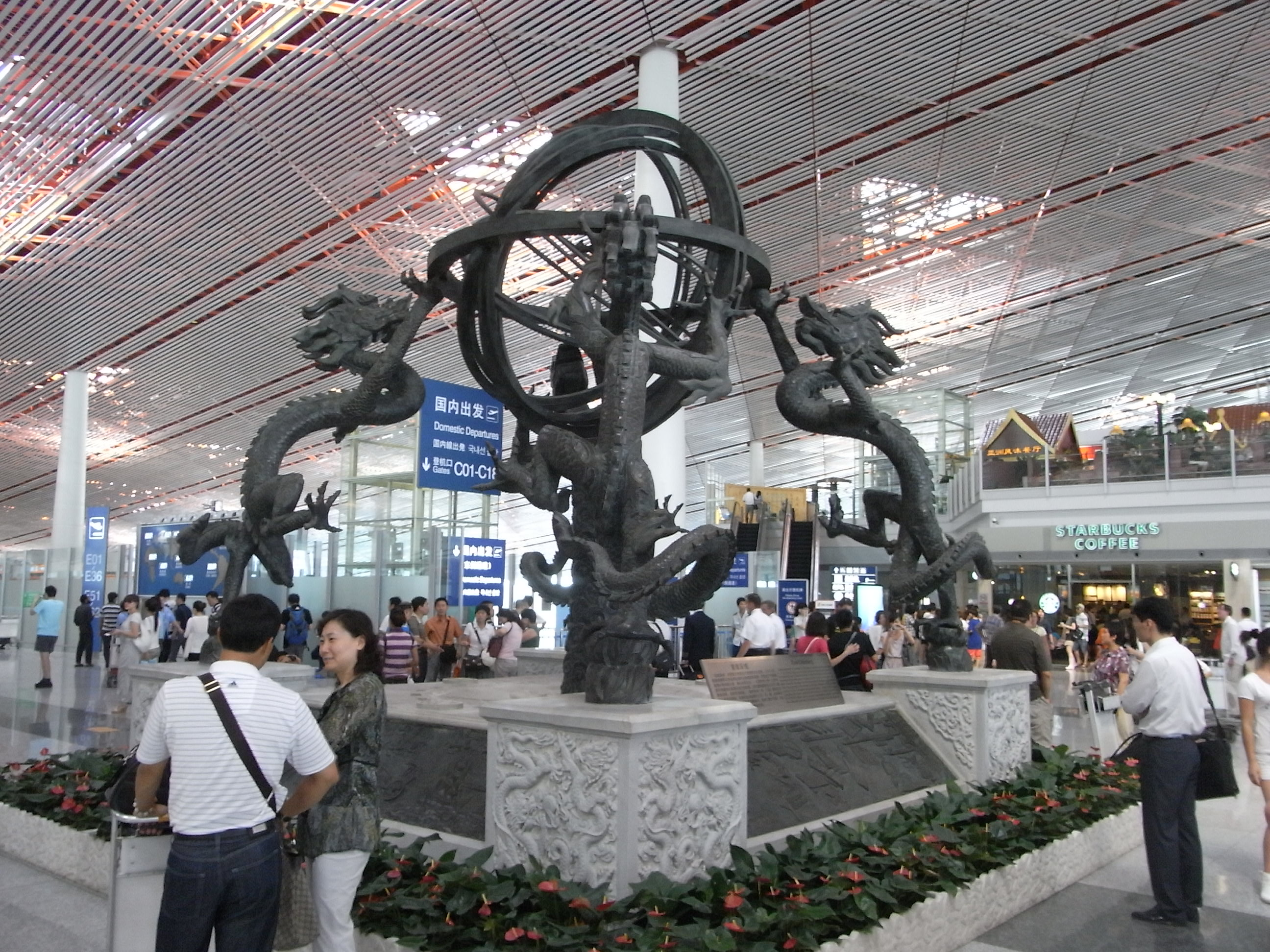
北京首都國際機場的中國渾儀：紫薇辰恆 （2010年8月）。

## 說明和使用

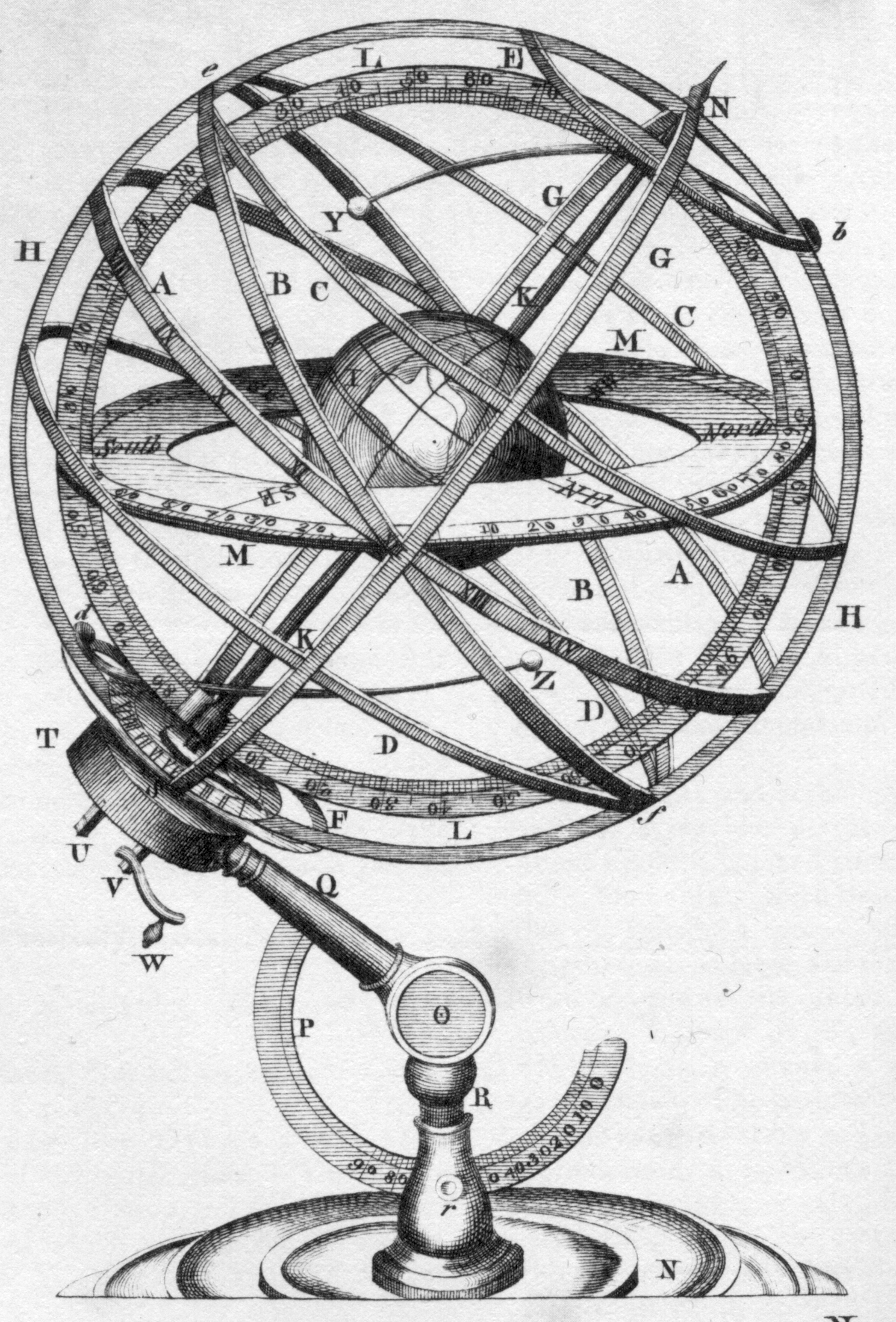
渾儀的圖解。

這架儀器的外部結構（或框架）是黃銅環，代表天空主要的環圈。
1.赤道A：被劃分為360度（與黃道交會於白羊座之處是起點）以顯示太陽的赤經；也可以用24小時，以顯示赤經時。
2.黃道B：分為12個宮，每個宮30度，也標示出一年中的月和日；并且以這種方式，在給定的任何一天，太陽會位於黃道圈上特定月份的某一度或點上。
3. 北回歸線 C：與黃道在巨蟹宮接觸的點e是夏至點，南迴歸線 D在摩羯宮和黃道接觸的點f是冬至點。兩者都與天球赤道平行，且距離均是23.5度。
4.北極圈 E，和南極圈 F：兩者分別距離北極點N和南極點S23.5度。.
5. 二分圈 G：經過天空上的北極點N和南極點S，並且通過在黃道上的白羊宮和天秤宮的分點。
6.二至圈 H：經過天空上的極點，並且在穿過在黃道上的巨蟹宮和摩羯宮的至點。每個象限都有字母，從黃道的e和f，到黃道極點的b和d，用於顯示恆星的緯度；這些圈將每個象限都劃分為90度，從赤道到兩極，顯示太陽、月球和恆星的赤緯。
7.在黃道北極b上有一個螺母，固定了一條90度長線的一端，而在另一端有一個代表太陽的小球Y，轉動螺母，它就位會沿著整个黃道B繞行。
8.旋轉黃道南極的螺母：栓在d上90度長的飾針另一端上面有代表月球的小球Ζ，這可以用手轉：但是這兒有一個特別的巧思，可以讓月球的軌道與黃道有5又1/3的夾角移動的特殊裝置，相對的這個點稱為月球交點；這個交點也可以移動（在黃道上退行），如同月球在天空中的移動。
在這些圓環的內部有一個小地球儀I，固定在軸K上延伸至天球的南極點S和北極點N。在這個軸上固定了一條平板天球子午線L L，這條子午線可以移到世界各地的任何地方，所以在渾儀上只有一條子午線。這條平板子午線上有刻度，就像普通天球儀的黃銅經線一樣，它們的用途是相同的。在這個地球上裝有可移動的地平圈' M '，這個地平圈的東西兩個端點被連接到地球赤道溝槽上相對的兩個點，使這個黃銅環可以環繞地球，而地球也仍可以有自轉的運動。在這個環內的地球可以用手轉動，所以子午線可以在任何的地點之上，直接在天球子午線L之下。地平圈的外緣等分為360度，其作用如同羅盤一樣，使用角度和點來顯示月球和太陽移動的範圍。如同一般的地球儀，天球子午線L，經過地平圈上的南北兩個點。兩者也都一樣，當地球轉動時，地平圈和子午線會跟著一起轉動。在球的南極有一個24小時的圓，固定在圓環上，軸上是一根指針，如果地球繞著它的軸旋轉，該指針會隨著圍繞該圓（小時圈）旋轉。

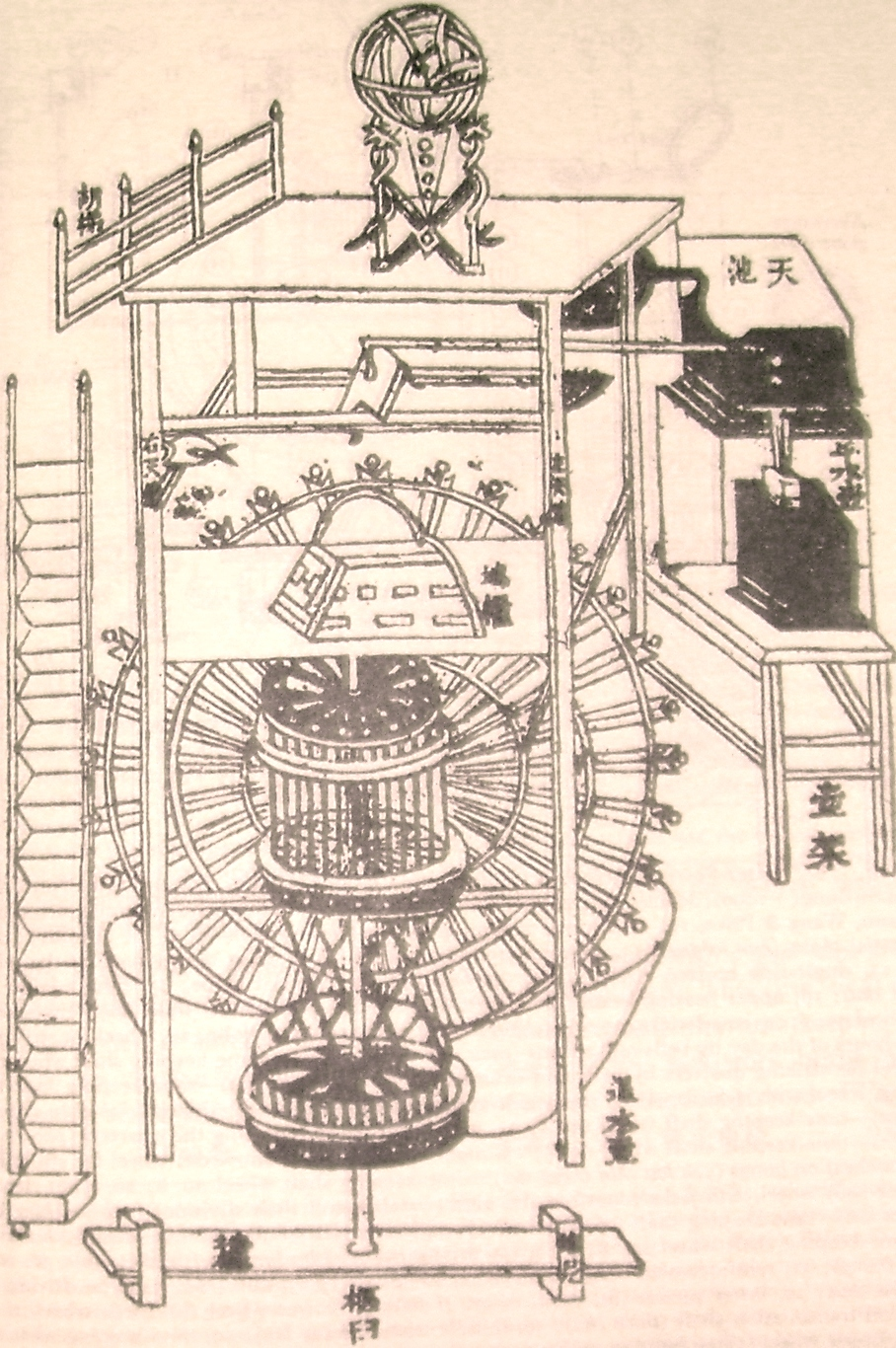
中國科學家蘇頌在1092年著作的原始圖表，顯示了他的鐘塔內部工作原理：頂部有一個機械旋轉的渾儀。

整個結構支撐在一個基座N上，並且可以在一個固定在R上的O連接到黃銅臂Q，並以O為軸心，從固定在堅固黃銅臂Q上，穿過R的半圓弧滑片P，調整出在0到90度之間的任何角度，而滑片P可以用螺絲'r '在適當的角度上固定住。
在T盒中有兩個輪子（如龍博士的球體）和兩個小齒輪，其軸位於V和U 處；其中任何一個都可以通過小絞車W轉動。當絞車放在V軸上並向後轉動時，地球及其地平圈和天球子午線保持靜止；整個圓球從東、從南向西旋轉，帶著太陽Y和月亮Z，以同樣的方式繞行，使它們在地平線上升起和落下。但是，當絞車放在U軸上並向前轉動時，帶有太陽和月亮的球體保持靜止； 地球，連同它的地平圈和子午線，相對於太陽和月亮轉動，當地球靜止時，這些物體相對於太陽和月亮，它們被帶著繞著太陽和月亮旋轉；這表明無論是地球還是天球在運動，在時圈的相同時間，它們在地平圈的同一點升起和落下。如果地球轉一圈，小時指針就繞著它的小時圈轉；但如果旋轉球體，則指針下的小時圈旋轉。
因此，通過這種構造，機器同樣適合於顯示地球的真實運動，或者天空的視運動。
為了校正球體以供使用，首先抓住臂Q，然後鬆開垂直杆R中的螺釘r，使滑片P可以隨著Q的上下移動滑動，直到任何位置的給定緯度位於垂直杆R的側面；這時，如果渾儀由一個小羅盤設定妥南北，則球體的軸K將適當升高或降低，以與真實世界的地球自轉軸平行。完成此一操作後，從北極開始，在天球子午線L上，朝著地平圈的北方向下計算緯度，並將地平圈設定為該緯度，（此時地平圈應該與真實的地面平行）；然後，轉動螺母b，直到太陽Y到達黃道中一年中的給定日期，並且太陽將在該天的適當位置。再通過星曆找到月球上升交點的位置，以及月球的位置，並相應地將其設定正確。最後，轉動絞盤W，直到太陽到達子午線L，或直到子午線到達太陽（根據您希望球體或地球移動），並將小時指數設定為XII(12時)，標記為中午，整個機器將被校正妥。—然後轉動絞車，觀察太陽或月亮何時在地平圈上升起和落下，小時指針將顯示給定日期的時間。

## 歷史
浑仪在中国一直使用，从未中断。在欧洲则中断了很长时间，在中世紀末期時再度興起。丹麥天文學家第谷（1546年至1601年）建造了作天文觀測用的大型浑仪。文藝復興時期的科學家和公眾人物的畫像中，通常畫有一個浑仪，畫中人其中一隻手放在浑仪上，代表他們擁有高度的智慧和知識。

### 中國

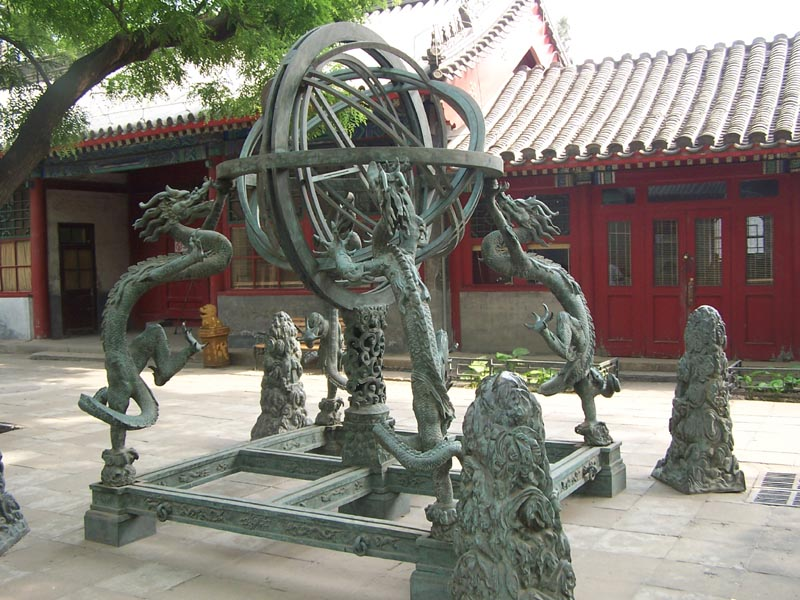
北京古觀象台的渾儀。

古中國天文學家創造渾象（天球）以觀察星象變化，並以渾天儀估算並制定曆法。
英國漢學家李約瑟認為中國最早的渾天儀可追溯至西元前四世紀的戰國時期天文學家石申與甘德所發明的單環渾天儀，用以量測北極星與其他星宿的赤經與赤緯。然而，英國漢學家克里斯多福•卡倫認為該裝置起源應追溯至西元前1世紀，而非西元前4世紀。
西漢天文學家落下閎、耿壽昌、鮮于妄人曾改進渾天儀的功能，耿壽昌更在西漢甘露二年（西元前52年）提出第一個永久固定的赤道環模型。東漢天文學家傅安與賈奎則在東漢元和元年（西元84年）新增黃道環。
東漢元初四年（西元117年），著名天文學家、發明家、時任太史令張衡發明以水為動力的銅鑄渾天儀，儀上刻有南極、北極、黃道、赤道、二十八星宿、二十四節氣與各星辰天象，可透過儀上漏壺滴水推動圓圈轉動，臺階下更有可旋轉開闔以標示朔、望、弦、晦等月相之機關。
在漢朝之後的發展，繼續改進渾儀的使用。西元323年，中國天文學家孔庭重新組織了渾儀上環的排列，使黃道環可以在任何需要的點固定在赤道上。唐朝天文學家和數學家李淳風在西元633年創造了一個帶有三個球面層的天文觀測裝置，稱為"巢穴"，可從多方面對天文觀測進行校正。他還負責提出一項計劃，在黃道上安裝一個瞄準管，以便更好地觀察天體的緯度。然而，直到下個世紀，唐朝的中國天文學家、數學家和僧侶一行才完成了對渾儀模型上的這一擴充。在周琮和舒易简1050年的渾儀，以及11世紀後期沈括的渾儀上發現了這種黃道儀。但從那以後，直到歐洲耶穌會士來到中國，它們才再被用於中國的渾儀。

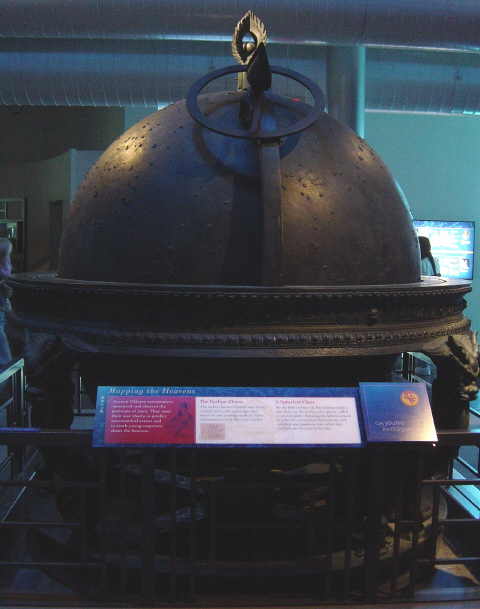
清朝的天球儀（相當於渾象）。

在西元723年，一行禅师和政府官員兵曹參軍梁令瓚將張衡的水動力天球與擒縱機构裝置結合在一起。由於每一刻鐘敲一次鼓，每一整點小時自動敲響一次鐘聲，該設備也是一個自鳴鐘。著名的中國博學者宋朝的蘇頌在西元1092年建造的鐘樓使用一行的擒縱裝置，並帶有裝滿漏壺滴水的水車勺，為一個最高的渾象（在中層的天球儀）和機械操作的假人提供動力，可以在特定時間以機械打開鐘樓的門，敲響鐘和鑼來宣佈時間，或舉出牌匾宣佈一天中的特殊時間。還有科學家和政治家沈括（1031-1095）的參與。曾任司天監的沈括是一位狂熱的天文學家，它改進了幾種天文儀器的設計：圭表、渾儀、擒縱器，和固定的窺管（作用如同望遠鏡，但沒有鏡片），以持續不斷的觀察北極星。當布哈拉的賈馬爾·丁（Jamal al-Din）被要求在忽必烈汗的元朝新首都建立一個"伊斯蘭天文機構"時，他啟用了一系列天文儀器，也包括一個渾儀。有人指出，"中國天文學家至少從1092年開始建造[它們]"。
中國古代的渾儀還有代表白道的環圈和協助觀察用的窺管。由於歷代渾儀增加的環圈太多，妨礙觀察，元朝郭守敬把環圈簡少，稱為簡儀。

### 印度
渾儀在印度早就被用於觀測，在阿里巴亞塔（西元476年）的作品中也有提及。"Goladīpikā"：是由帕拉梅·瓦拉（[Parameśvara]）於1380年至1460年間撰寫，一篇關於天球儀和渾儀的詳細論述。關於在印度使用渾儀的用法，Ōhashi（2008）寫道："儘管印度渾儀（"gola-yantra"）也有黃道環，但印度渾儀基於赤道座標，與希臘渾儀不同，希臘渾儀基於黃道座標。大概從七世紀左右開始，月球塔樓連接星的天體座標就由渾儀確定。還有一個由流水旋轉的天球儀。"

### 希臘世界與古羅馬

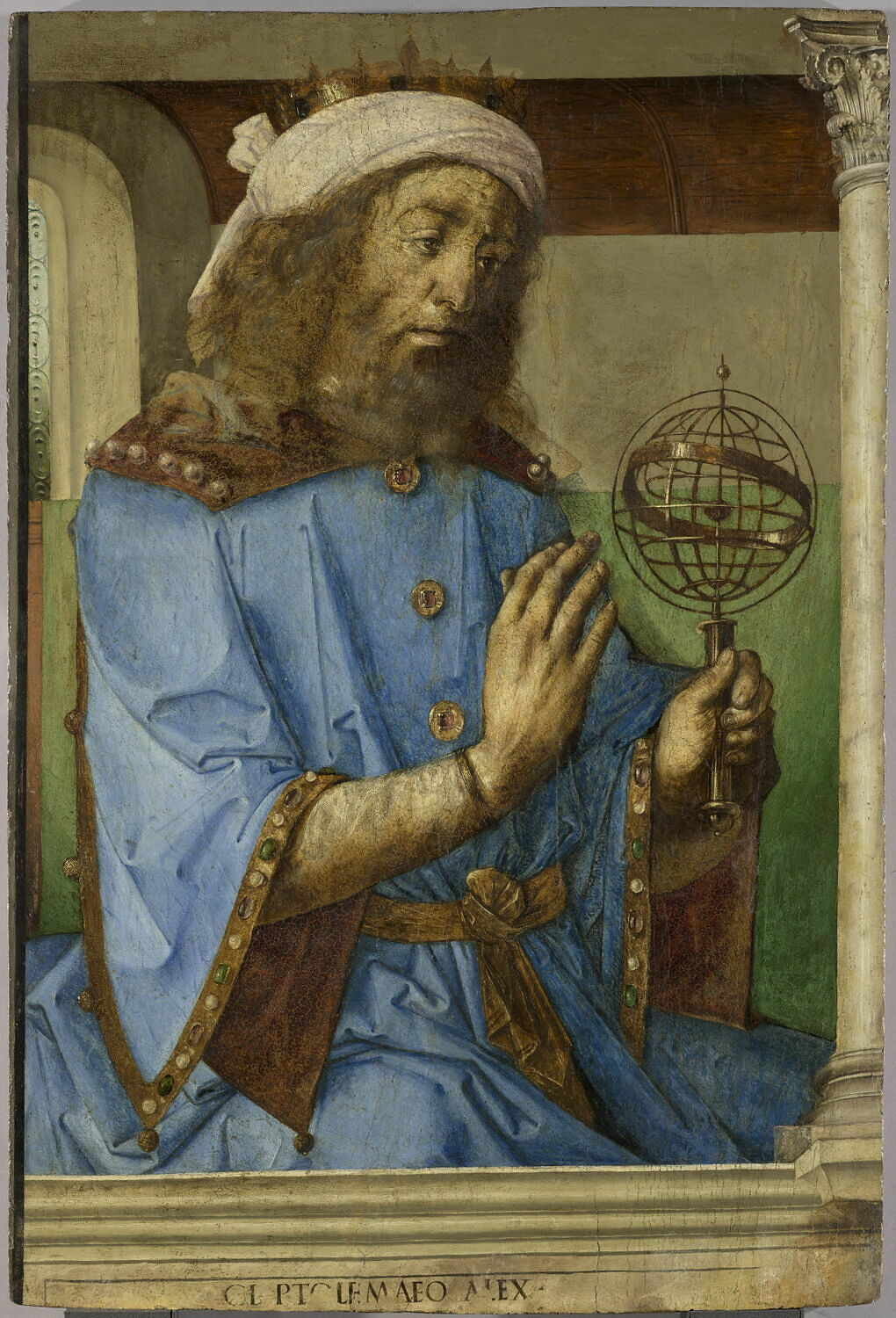
托勒密 和一個渾儀的模型。作者：胡斯特斯·范根特和佩德羅·貝魯格特，1476，巴黎羅浮宮。

希臘天文學家喜帕恰斯（約西元前190 – 約120年）將埃拉托斯特尼（西元前276 – 194年）視為渾儀的發明者。該裝置的希臘文名稱包括“astrolabos”和"krikōtē sphaera" "環形球體"。英文名稱最終來自拉丁文"armilla"（圓圈，手鐲），因為它有一個有刻度的金屬圓製成的骨架，連接極並代表赤道、黃道、子午圈和緯線。通常，一個代表地球或後來代表太陽的球被放置在其中心。它用於演示恆星圍繞地球的運動。在17世紀，望遠鏡出現在歐洲之前，渾儀是所有天文學家確定天體位置的主要工具。
"阿米拉"（渾儀的前身）是最古老的天文儀器之一，其最簡單的形式是由一個固定在赤道平面上的環組成。稍微複雜一點的，有另一個固定的環穿過子午圈。第一個環是二分圈，第二個環是二至圈（可能類似於簡儀）。組合的環被以等分的角度刻畫，陰影被用來指示太陽的位置，就成為環形日晷。當更多代表天空大圓的環或圓組合在一起時，儀器就變成了渾儀。
渾儀是由希臘人開發的，早在西元前3世紀就被用作教學工具。更大、更精確的渾儀，被用作觀測儀器。然而，直到西元2世紀中期羅馬帝國時期，才有九個環圈都完全發展出來的渾儀。埃拉托斯特尼很可能使用了一個至點的渾儀來量測的球對黃道的傾角。喜帕洽斯可能使用了一個四環渾儀。希臘-羅馬地理學家和天文學家托勒密（約西元100-170年）在其著作的《天文學大成》中描述了他的儀器"星盤"。它由至少三個環組成，其中一個環有刻度，另一個可以在其中滑動，帶有兩個相對放置的小管子，並由垂直的鉛垂線支撐。

### 中世紀中東和歐洲

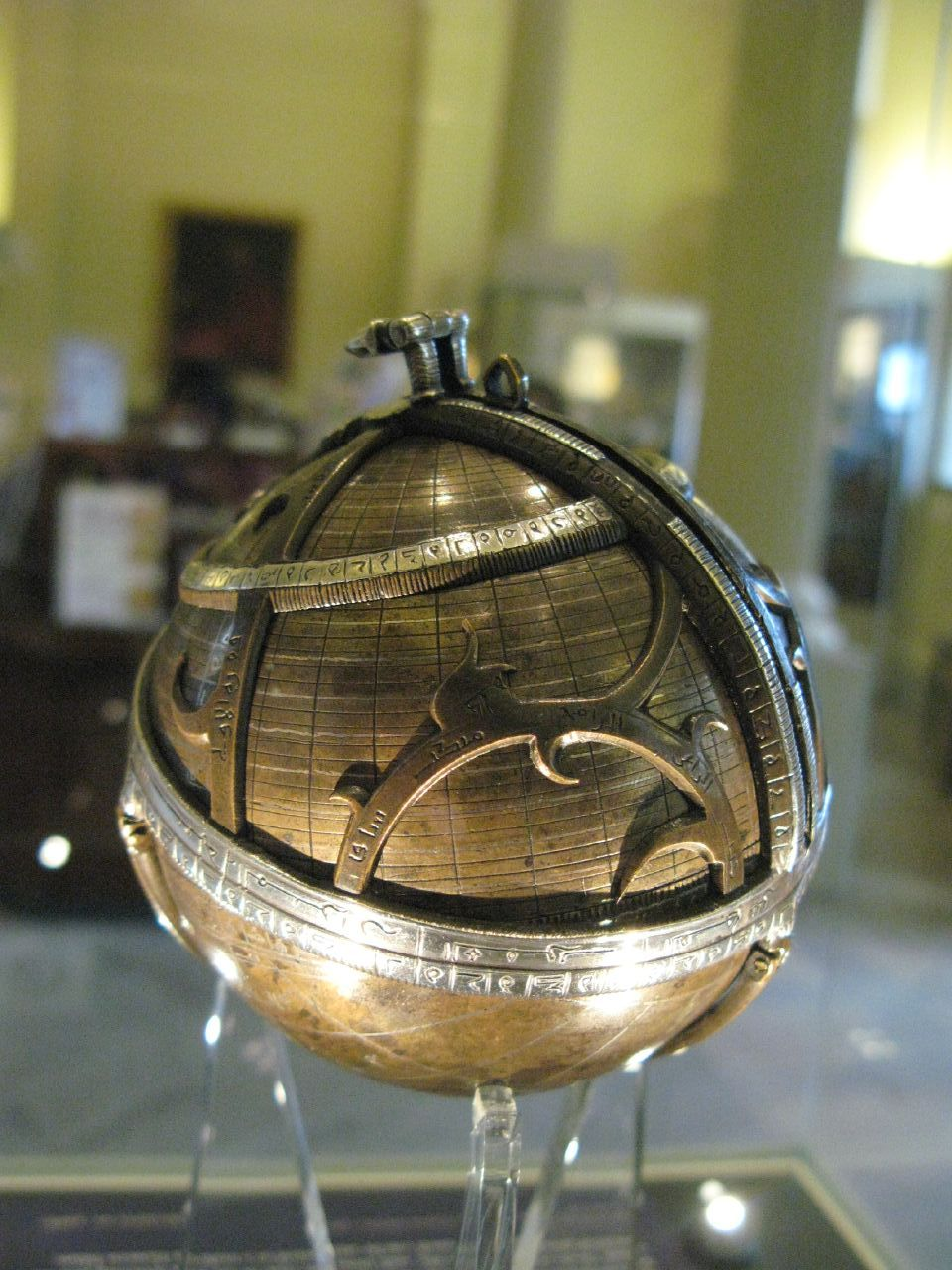
收藏於牛津科學史博物館的中世紀伊斯蘭天文學球形星盤（約1480年）。

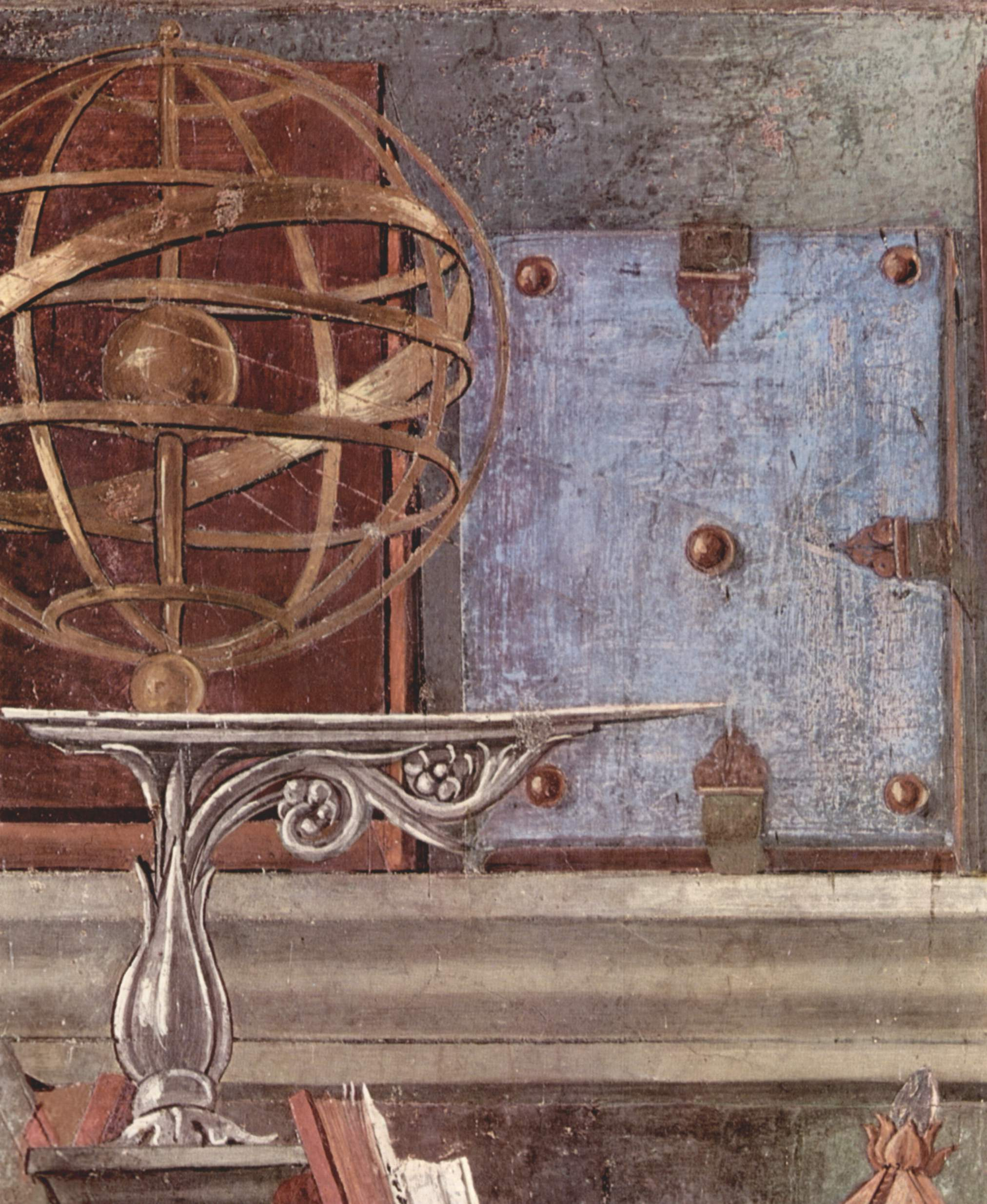
佛羅倫斯共和國時期的義大利藝術家山德羅·波提且利約於1480年創作的聖奧古斯丁在他的書房裏的這幅畫作中有一個渾儀。

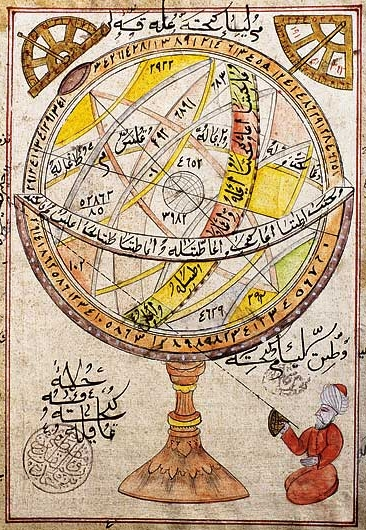
16世紀的一幅插圖：鄂圖曼渾儀。

波斯和阿拉伯天文學家在8世紀製作了希臘渾儀的改進版本，波斯天文學家法扎里的論文（d.c. 777）《"Dhat al-Halaq"》或《圓環的儀器》（英語："The instrument with the rings"）中，對此進行了描述。Abbas Ibn Firnas（西元887年）被認為在9世紀生產了另一種帶環的儀器（渾儀），他將其交給哈里發穆罕默德一世（統治852-886年）。球面星盤星盤和渾儀結合的變體，是在中世紀期間中東的發明的。大約在西元550年，基督教哲學家約翰·費羅普勒斯用希臘語寫了一篇關於星盤的論文，這是現存最早的關於星盤的論文。對球面星盤的最早描述可追溯到波斯天文學家阿爾·奈里茲（[floruit | fl.]892-902）。穆斯林天文學家還獨立發明了天球儀，主要用於解决天文學中的問題。今天，全世界仍有126件這樣的樂器，最古老的來自11世紀。通過輸入觀察者在子午線環上的位置，可以計算太陽的高度或恒星的赤經和赤緯。
10世紀末，在後來成為教宗思維二世（Pope Sylvester II）的奧里拉克的格伯特（Gerbert d'Aurillac）努力下，經由安達魯斯（現在的伊比利亞半島）將渾儀重新引入西歐（r.999–1003）。教宗思維二世在他的渾儀上使用了瞄準管，以固定北極星的位置，並記錄熱帶和赤道的測量值。

### 韓國
中國的天文學和天文儀器思想被介紹到韓國，韓國也取得了進一步的進展。 一位朝鮮王朝時期的發明家蔣英實，被朝鮮世宗下令建造一個渾儀。 於1433建成的渾儀被命名為Honcheonui（혼천의，鴻川的)。

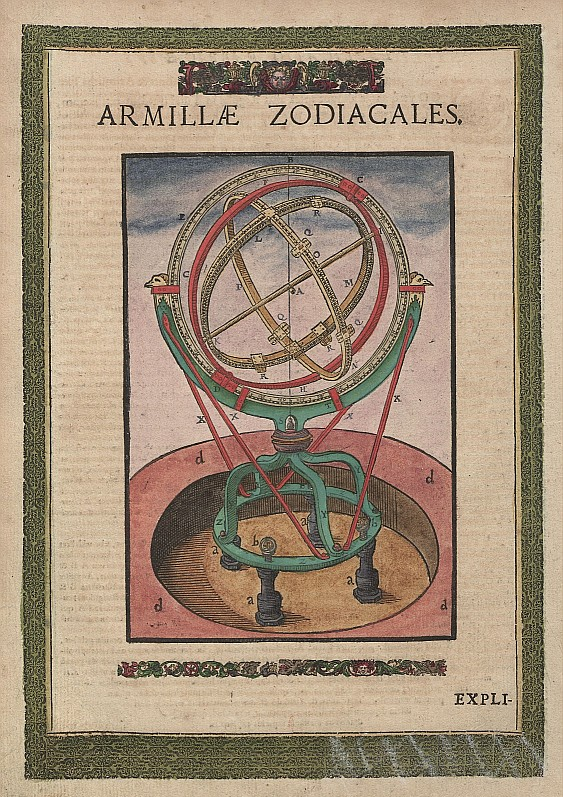
第谷·布拉赫的黃道渾儀，摘自他的《新天文學》（Wandesburg，1598），第36頁。

Honcheonsigye是一個由工作時鐘機制啟動的渾天儀，由韓國天文學家宋以穎（英語：Song lyeong）於1669年建造。這是朝鮮王朝僅存的天文鐘。渾天儀的機構繼承了世宗時代的渾儀（Honŭi，1435）、渾象（Honsang，1435，天球）和漏刻（Ongnu，1438，玉漏）的太陽架裝置。這種機制類似於崔攸之（1603～1673年）的渾天儀（1657）。計時系列的結構和時鐘部分的敲擊釋放機制受到14世紀發展起來的皇冠擒縱機构的影響，並應用了於17世紀中葉在西方鐘錶改進的發條齒輪系統。特別是宋以穎的天文鐘計時裝置，採用17世紀早期的鐘擺系統，可以顯著提高時鐘的精度。

### 文藝復興
丹麥天文學家第谷·布拉赫（1546-1601）在該儀器方面取得了進一步的進展，他建造了三個大型渾儀，用於對恒星和行星的位置進行高精度量測。
在他的《新天文學儀器》中對這些儀都有描述。
渾儀是最早的複雜機械設備之一，它們的發展導致了所有機械設備的技術和設計的許多改進。文藝復興的科學家和公眾人物經常畫成的肖像上，會在一隻手上展示著渾儀，代表著最高的智慧和知識。
渾儀在教學中很有用，一系列代表天空大圓的環，在地平線內繞軸旋轉，可以被描述為一個骨架天球。以地球為中心的渾儀稱為托勒密的宇宙；以太陽為中心的代表哥白尼的宇宙。

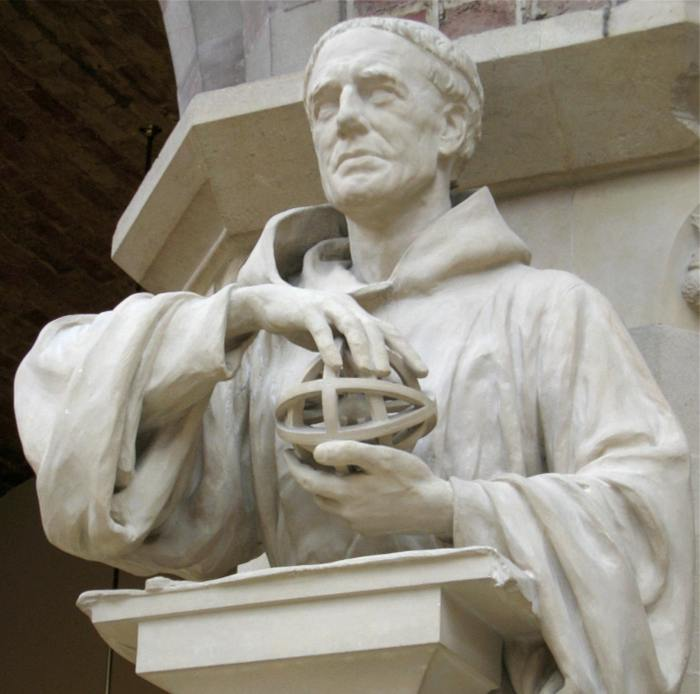
13世紀的英國科學家羅傑·培根手持渾儀的雕塑。牛津大學自然史博物館。
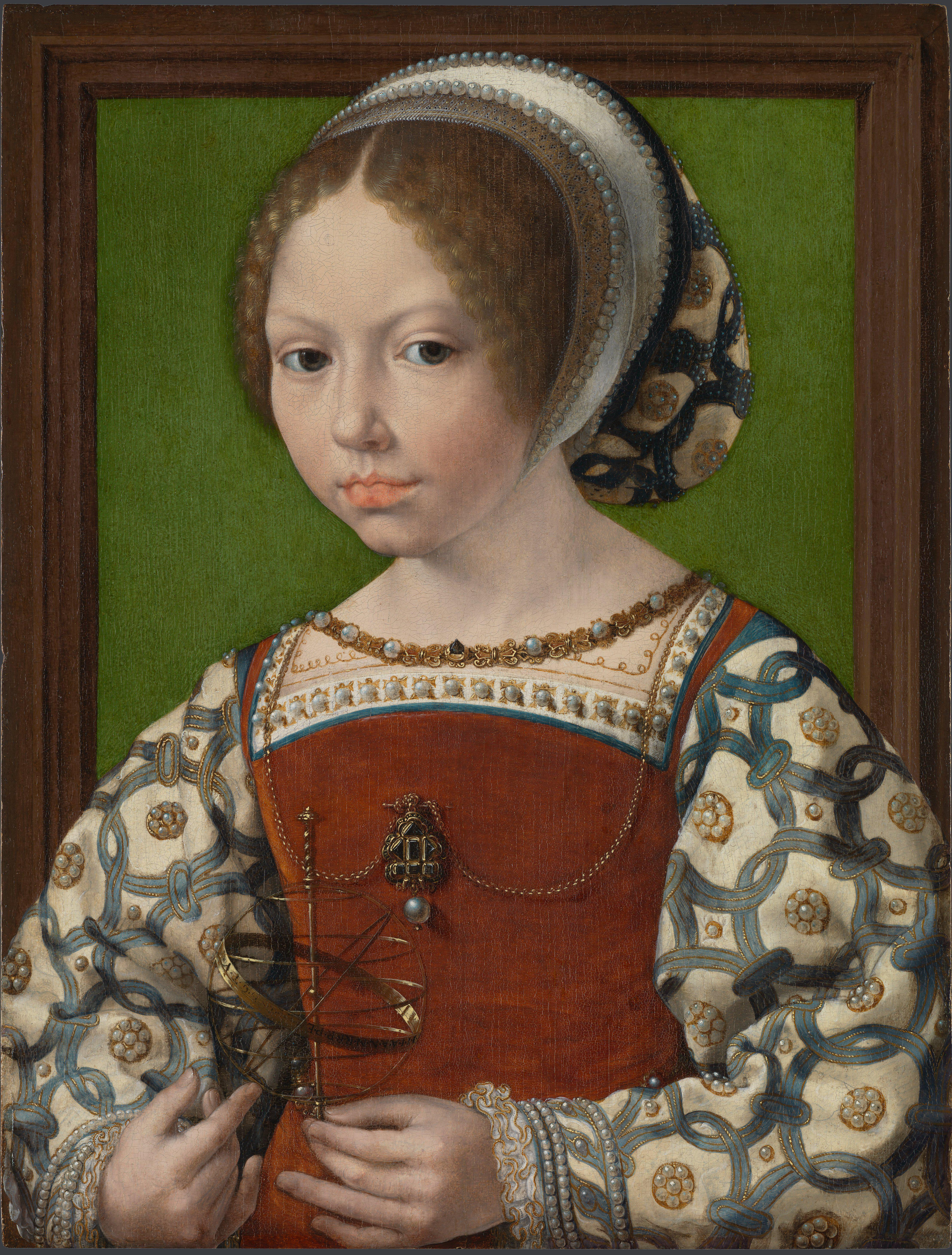
《手持天文儀器的少女》，作者：Jan Gossaert（英语：Jan Gossaert），約1520-1540年。
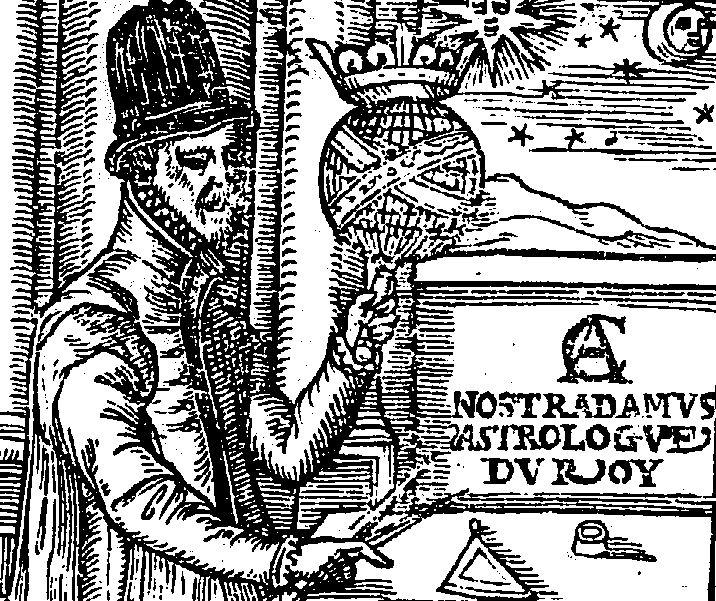
安托萬·克雷斯平的“法國公爵羅伊和薩沃伊公爵夫人占星家的預言”扉頁的肖像。法國里昂，1572年。
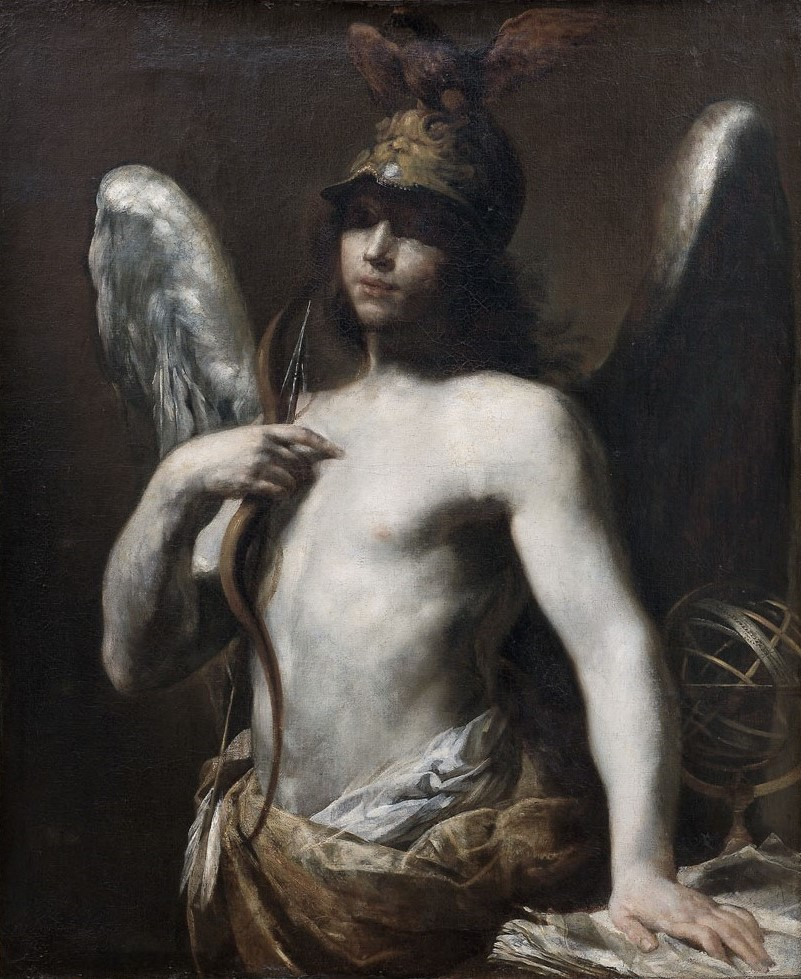
《獨創性的寓言》（英语：Ingenuity (Crespi)）。作者：朱塞佩·克雷斯皮（英语：Giuseppe Crespi），約1695年。
藝術的寓言，由法蘭切斯科·德·穆拉（英语：Francesco de Mura）約1750年繪製。

渾儀的代表標誌出現在現代的葡萄牙國旗中，並且自曼努埃爾一世統治以來，一直是國家的象徵。

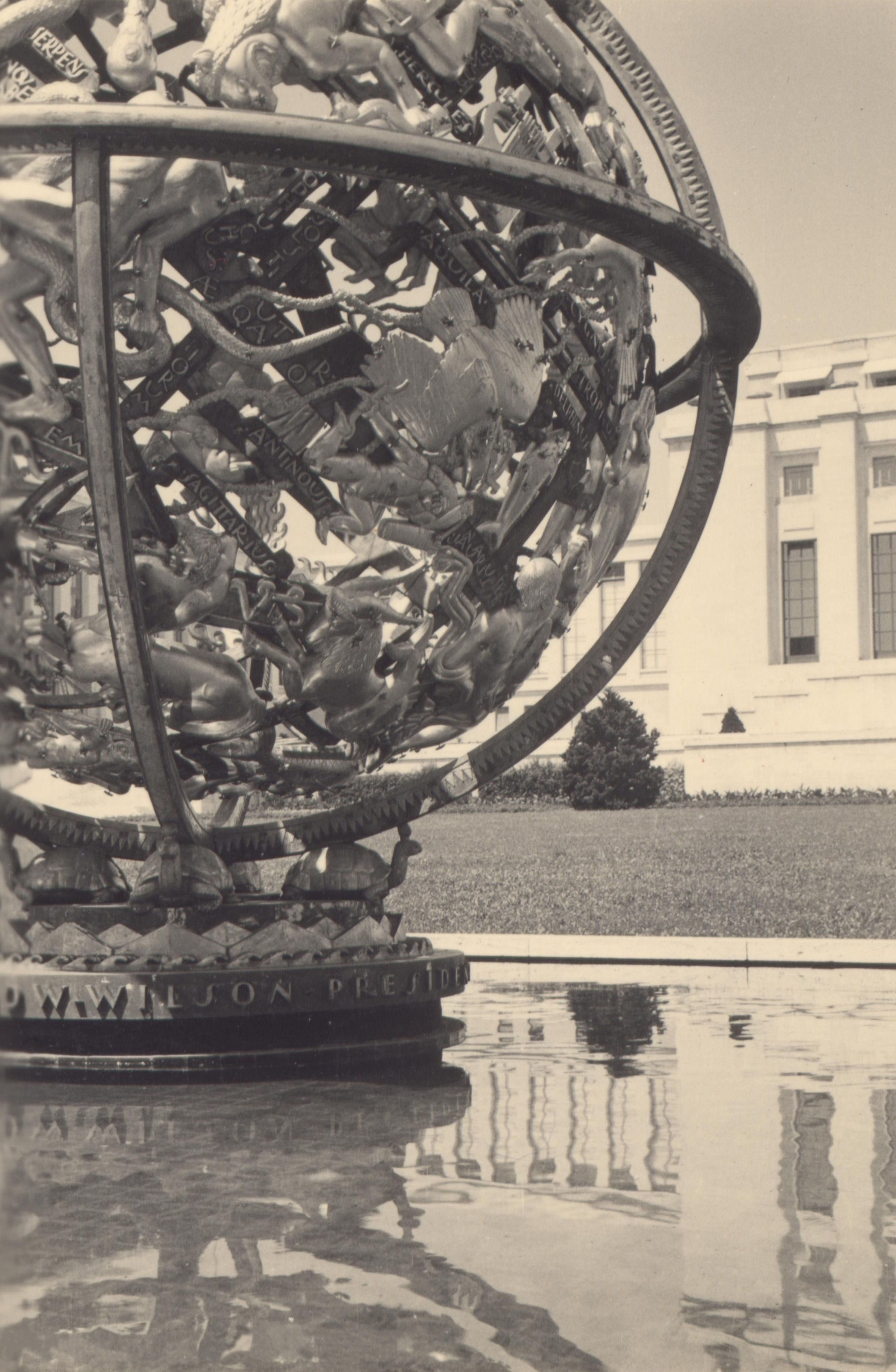
在日內瓦的渾儀。

### 無縫天球

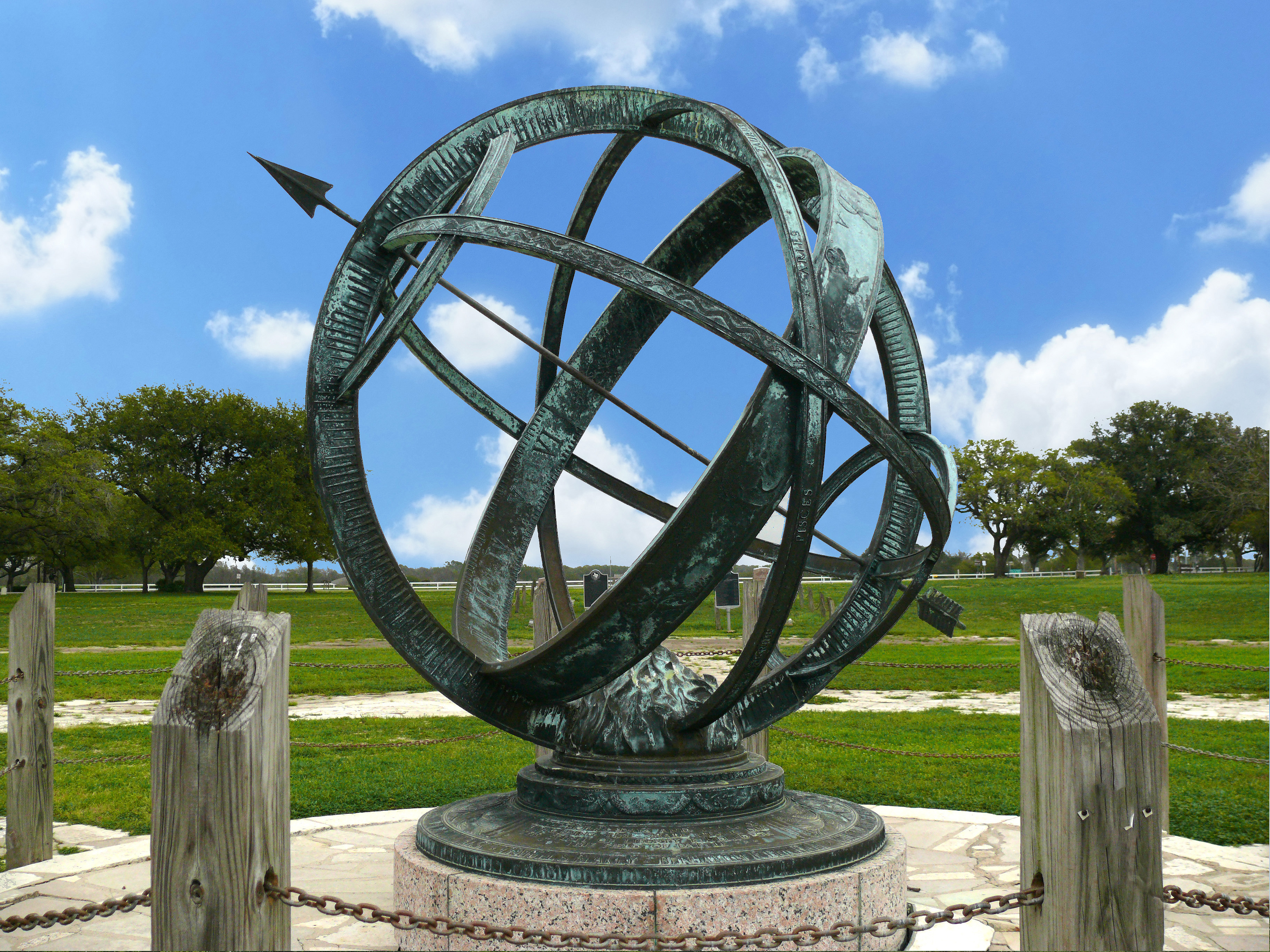
渾天儀在德克薩斯州拉波特的聖哈辛托戰場的6'渾儀。

20世紀80年代，愛蜜利·薩維奇·史密斯在拉合爾和喀什米爾發現了幾個沒有任何接縫的天球（p. 5）空心物體通常分兩半鑄造，薩維奇·史密斯指出，鑄造無縫球體被認為是不可能的（p. 4），儘管至少從60年代起，人們就開始使用旋轉成型等科技來生產類似的無縫球體。最早的無縫球儀是由穆斯林天文學家和冶金學家阿裡·克什米爾·伊本·盧克曼於1589-90年（AH 998）在阿克巴大帝統治期間在喀什米爾發明的；另一個是穆罕默德·薩利赫·塔塔維（英語：Muhammad Salih Tahtawi）於1659-60年（1070 AH）創作的，帶有阿拉伯和梵文的銘文；最後一個是1842年賈加吉特·辛格·巴哈杜爾（英語：Jagatjit Singh Bahadur）統治期間在拉合爾（英語：Lahore）由一位印度天文學家和冶金學家拉拉·巴爾胡馬爾·拉合裏製作的。生產了21個這樣的球體，這些仍然是無縫金屬球體的唯一例子。這些蒙兀兒冶金學家使用脫蠟鑄造的方法來生產這些球體。

## 殘奧會
自2014年3月1日起，在英國的斯托克曼德維爾體育場用一個基於藝術品的渾儀模型點燃了帕拉林匹克運動會（殘奧會運動）傳統聖火。作為慶祝英國殘奧會運動過去、現在和未來的儀式的一部分，該球體包括一個輪椅，使用者可以旋轉該輪椅來點燃聖火。渾儀是由藝術家Jon Bausor創作的，將用於未來的傳統火焰活動。首届頒獎典禮上的聖火由2012年倫敦奧運會金牌得主HannahCockroft點燃。

## 紋章學和旗幟學

葡萄牙的小國徽，也是葡萄牙國旗上使用的國徽樣式

渾儀經常用於紋章和旗幟，主要被用在稱為與葡萄牙、葡萄牙帝國和葡萄牙發現相關的符號。
15世紀末，在葡萄牙國王曼紐一世還是葡萄牙王子時，渾儀就是他個人的紋章。在曼紐一世統治期間，這枚紋章在檔案、紀念碑、旗幟和與他有關的物件中大量使用，將渾儀從一個簡單的個人符號轉變為一個國家符號，代表葡萄牙王國，尤其是其海外帝國。曼紐一世去世後，渾儀繼續作為國家象徵來使用。
在17世紀，它與葡萄牙統治的巴西聯繫在一起。1815年，巴西王國的徽章與葡萄牙相結合時，其盾徽正式成為藍色領域中的金色渾儀。代表巴西的渾儀，也出現在葡萄牙－巴西－阿爾加維聯合王國的紋章和國旗中。1822年當巴西帝國在1822年成為一個獨立的帝國時，渾儀仍然存在於其國家的紋章和國旗中。1889年，巴西國旗上的渾儀才由現在的天球取代。
1911年，葡萄牙國徽和葡萄牙國旗重新引入渾儀。

### 相關徽章

葡萄牙國徽
葡萄牙軍隊军徽
葡萄牙憲法法院（葡萄牙語：Tribunal Constitucional (Portugal)）院徽
维里阿修斯志愿者（葡萄牙語：Viriatos）徽章
殖民帝国勋章
澳門盾徽（1935年－1951年）
澳門盾徽（1951年－1976年）
澳門盾徽（1976年－1999年）
葡属安哥拉国徽（1935年－1951年）
葡属安哥拉国徽（1951年－1975年）
葡属佛得角国徽（1935年－1951年）
葡属佛得角国徽（1951年－1975年）
葡属莫桑比克国徽（1935年－1951年）
葡属莫桑比克国徽（1951年－1975年）
葡属几内亚国徽（1935年－1951年）
葡属几内亚国徽（1951年－1974年）
葡属印度国徽（1935年－1951年）
葡属印度国徽（1951年－1974年）
葡属帝汶国徽（1935年－1951年）
葡属帝汶国徽（1951年－1975年）
葡属圣多美和普林西比国徽（1935年－1951年）
葡属圣多美和普林西比国徽（1951年－1975年）
巴西国徽（提议稿）
葡萄牙－巴西－阿爾加維聯合王國國徽（1816年－1822年）
葡萄牙－巴西－阿爾加維聯合王國國徽（1822年－1825年）
巴西帝国国徽
巴西帝国摄政王徽章
巴西王國國徽
巴西帝国皇帝徽（1822年－1870年）
巴西帝国皇帝徽（1870年－1889年）
奥地利的玛丽亚·莱奥波尔迪娜个人徽章
两西西里的特雷莎·克里斯蒂娜个人徽章

### 相關旗幟

葡萄牙國旗
葡萄牙總統旗
葡萄牙總理旗
葡萄牙议会旗
葡萄牙政府诸部长（葡萄牙語：Conselho de Ministros (Portugal)）旗
葡萄牙海军部部长旗（1911年－1974年）
葡萄牙地方政府（葡萄牙語：Governo Civil）旗
葡萄牙军队军旗
葡萄牙海军（英语：Portuguese Navy）艦艏旗
曼努埃尔一世个人旗帜
曼努埃尔一世个人旗帜
葡属澳门旗帜（提议案）
葡属澳门旗帜（非正式）
澳葡政府旗（1951年－1976年）
澳葡政府旗（1976年－1999年）
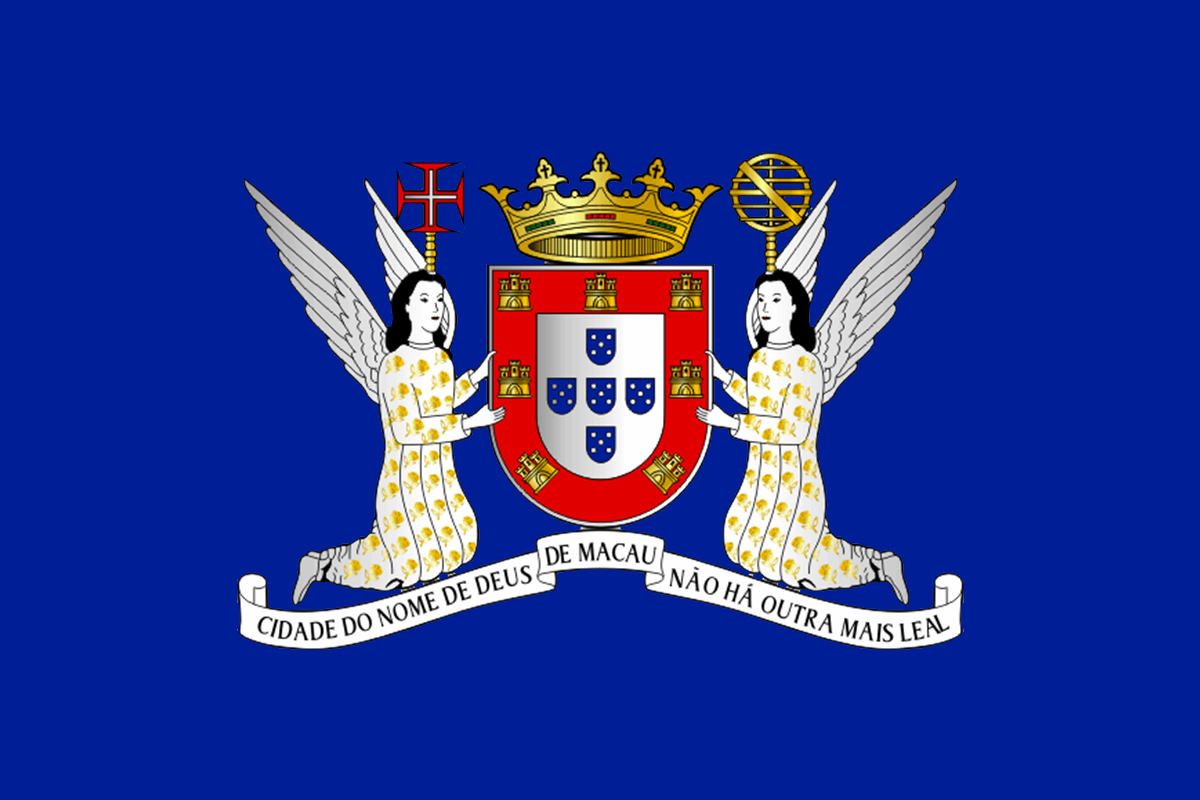
澳門市政廳旗幟
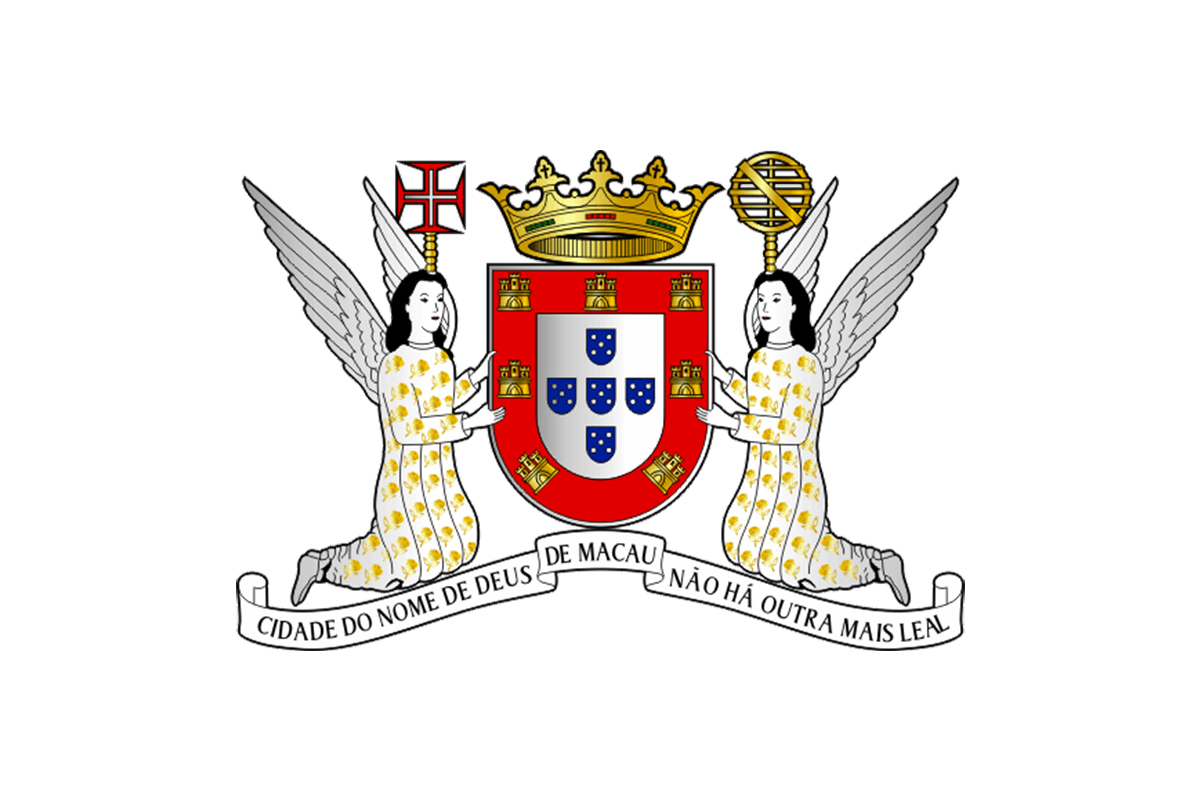
澳門市政廳旗幟
澳門總督旗
巴西国旗（提议稿）
葡萄牙－巴西－阿爾加維聯合王國國旗
巴西公国国旗（1645年－1815年）
巴西公国国旗（1815年－1822年）
巴西帝国国旗（1822年）
巴西帝国国旗（1822年－1870年）
巴西帝国国旗（1870年－1889年）
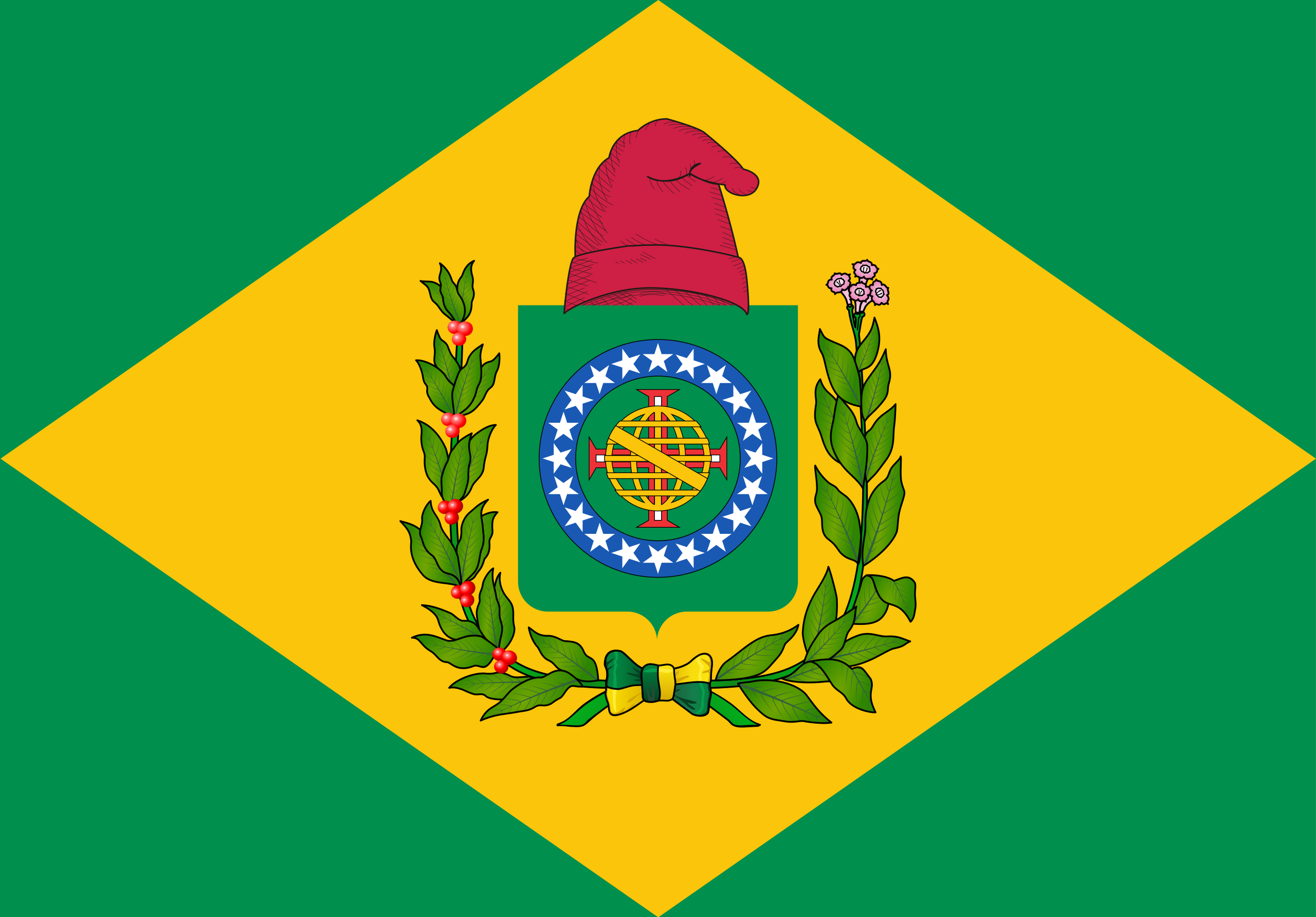
德奧多羅·達·豐塞卡个人旗帜

### 來源
- Encyclopædia Britannica (1771), "Geography".
- Darlington, Oscar G. "Gerbert, the Teacher," The American Historical Review (Volume 52, Number 3, 1947): 456–476.
- Kern, Ralf: Wissenschaftliche Instrumente in ihrer Zeit. Vom 15. – 19. Jahrhundert. Verlag der Buchhandlung Walther König 2010, ISBN 978-3-86560-772-0
- Needham, Joseph (1986). Science and Civilization in China: Volume 3. Taipei: Caves Books, Ltd.
- Sivin, Nathan (1995). Science in Ancient China. Brookfield, Vermont: VARIORUM, Ashgate Publishing
- Williams, Henry Smith (2004). A History Of Science. Whitefish, MT: Kessinger Publishing. ISBN 1-4191-0163-3.

## 外部連結
- Starry Messenger 的存檔，存档日期2014-10-12.
- Armillary Spheres and Teaching Astronomy | Whipple Museum （页面存档备份，存于）
- AstroMedia* Verlag in Germany offers a cardboard construction kit for an armillary sphere ("Das Kleine Tischplanetarium") （页面存档备份，存于）